# Gundershoffen
Gundershoffen es una localidad y comuna francesa situada en el departamento de Bajo Rin, en la región de Alsacia. Tiene una población de 3.490 habitantes (según censo de 1999) y una densidad de 199 h/km².